# メープルリーフフーズ
メープルリーフフーズ (TSX: MFI) （英語：Maple Leaf Foods, Inc.）は カナダの食品企業。